# Kevin Muscat
Pour les articles homonymes, voir Muscat (homonymie).
Kevin Muscat est un footballeur puis entraîneur australien né le 7 août 1973 à Crawley. Il évoluait au poste de défenseur et était réputé pour ses tacles violents.

## Biographie

### Carrière de joueur
Il a été finaliste de la Coupe des confédérations 1997 avec l'équipe d'Australie.
Il a remporté la Coupe d'Océanie à deux reprises avec la sélection australienne.

### Carrière d'entraîneur

#### Melbourne Victory
Apres sa carrière de joueur, Kevin Muscat devient le 16 février 2011 entraîneur adjoint du Melbourne Victory. Il en devient l'entraîneur principal le 28 octobre 2013.
Il est champion d'Australie avec ce club en 2015 et en 2018. Il remporte également la Coupe d'Australie en 2015.

#### Saint-Trond VV
Le 3 janvier 2020, il est nommé directeur sportif du club belge du K Saint-Trond VV. Il en devient l'entraîneur principal le 5 juin 2020, après avoir obtenu les diplômes requis.

## Palmarès

### En tant que joueur

#### En club et en sélection
- Finaliste de la Coupe des confédérations en 1997 avec l'Australie.
- Vainqueur de la Coupe d'Océanie en 2000 et 2004 avec l'Australie.
- Champion d'Australie en 2007 avec le Melbourne Victory FC (A-League Championship & A-League Premiership).
- Champion d'Écosse en 2003 avec les Glasgow Rangers.
- Vainqueur de la Coupe d'Écosse en 2003 avec les Glasgow Rangers.
- Finaliste de la FA Cup en 2004 avec Millwall.

### En tant qu'entraîneur

#### En club
- Vainqueur du Championnat d'Australie en 2015 et 2018
- Vainqueur de la Coupe d'Australie en 2015

#### Distinctions individuelles
- Élu meilleur entraîneur de l'année 2015 de l'A-League[2].